# BV 141 (航空機)

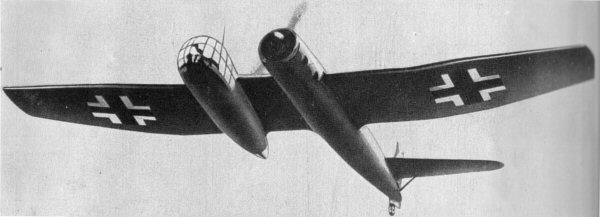
BV 141

ブロームウントフォス BV 141 (Blohm und Voss BV 141) は第二次世界大戦中のドイツ空軍試作偵察機である。設計者は、リヒャルト・フォークト博士。

## 概要

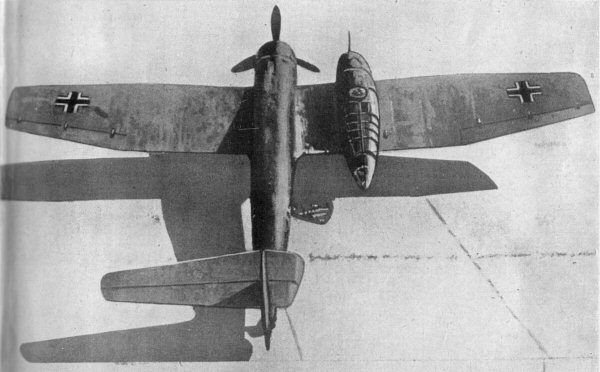
後部機銃士は最高の視界がえられる

実際に飛行した航空機の中で、最も左右非対称の機体として有名である。
双ブーム式の機体から片方のブームを取り去り、その分主翼の位置をオフセットさせたような形状をしている。このような形状は、ドイツ航空省の要求である「良好な視界を持つ単発三座偵察機」を実現するためのものであった。
先行する非対称機としては、第一次世界大戦中にドイツで試作されたゴータG.VI（1918年初飛行）があり、これは複葉機ながらBV 141と似たレイアウトを持つが、ゴータG.VIの場合は、トラクター式エンジンを備えた左胴体に操縦席があり、銃手席である右ナセル後方にもプッシャー式エンジンを備える双発機であったという違いがある。
BV 141の初飛行は1938年2月25日に行われ、1940年までに、BV 141 V1 - V3の3機の試作機と、BV 141 A-0型評価機が5機、合計8機が作成された。非対称の形態にもかかわらず、安定性、操縦性には大きな問題はなかったとされる。しかし、搭載したBMW 132 Nエンジンが低出力であったことと、油圧系統に問題を抱えていたことから、競合相手のフォッケウルフ Fw 189が採用されることとなった。Fw 189は、速度・航続距離ともBV 141に劣り、さらに単発であることが航空省の要求であったにもかかわらず、それを無視した双発機であった。
BV 141の開発はその後も続行され、1941年1月に改良型のB-0型が初飛行に成功した。この機体は、エンジンをBMW 801に強化し、水平尾翼を左側にオフセットさせたものである。今日、「BV 141」として知られている機体は、このB-0型およびB-1型である。しかし、結局はB型も大規模な量産は行われなかった。BMW 801エンジンは信頼性が低く、オーバーヒートが頻発した。また、油圧系統の問題も解決されないままであった。先行量産型B-0型と量産型B-1型は共に10機ずつしか生産されていない。
フォークト博士は、BV 141が不採用に終わった後も、ドイツ空軍に対して多種多彩な非対称機を提案している。しかし、それらの機体はどれも飛行することなく終戦を迎えている。また、このBV 141の形状のまま爆撃機とした、ブローム・ウント・フォス P.194の設計案もあったが、こちらは実機が一機も完成せず、計画だけで終わっている。

## 要目(BV 141B-0)
- 乗員：4人
- 全長：13.95 m
- 全幅：17.46 m
- 全高：3.6 m
- 翼面積：53.15 m2
- 空虚重量：4,700 kg
- 全備重量：5,700 kg
- エンジン；BMW 801
- 出力：1,160 kW (1,560 hp)
- 最高速度：438km/h @ 3,510m
- 上昇率：570 m/min
- 武装：MG 17 機関銃×2
 MG 15 機関銃×2

出典：航空情報編集部編 「第2次大戦ドイツ軍用機の全貌」 1965年、酣燈社、145頁

## 注
1. ↑  他に実際に飛行している非対称機には、斜め翼機のNASA AD-1や、Rutan Boomerang（en:Rutan Boomerang、どちらもルータン設計）などがある
2. ↑  動画